# 徳之山八徳橋
徳之山八徳橋（とくのやまはっとくばし）は、国道417号徳山バイパスの、岐阜県揖斐郡揖斐川町の揖斐川上流の徳山ダムダム湖（徳山湖）上に架かるエクストラドーズド橋である。

## 概要

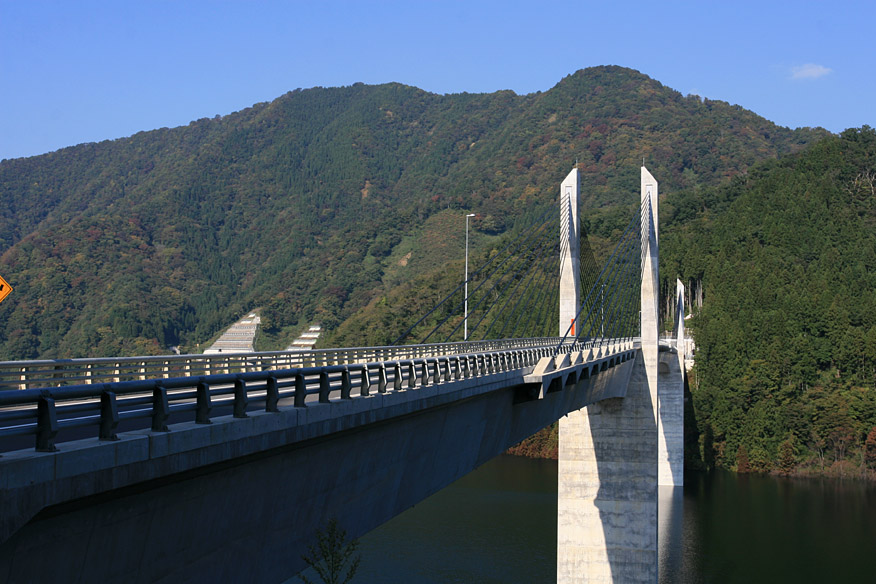
徳之山八徳橋（近景）

- 種別 - プレストレスト・コンクリート道路橋
- 構造 - 3径間連続エクストラドーズドラーメン箱桁橋
- 総工費 - 約102億円
- 橋長 - 503 m
- 支間割 - 139.7 m + 220.0 m + 139.7 m
- 有効幅員 - 7.0 m
- 活荷重 - B活荷重
- 架設 - 片持ち架設工法
- 竣工 - 2006年（平成18年）9月22日
- 施工主体 - 独立行政法人水資源機構 徳山ダム建設所
- 所在地 - 岐阜県揖斐郡揖斐川町

## 特徴

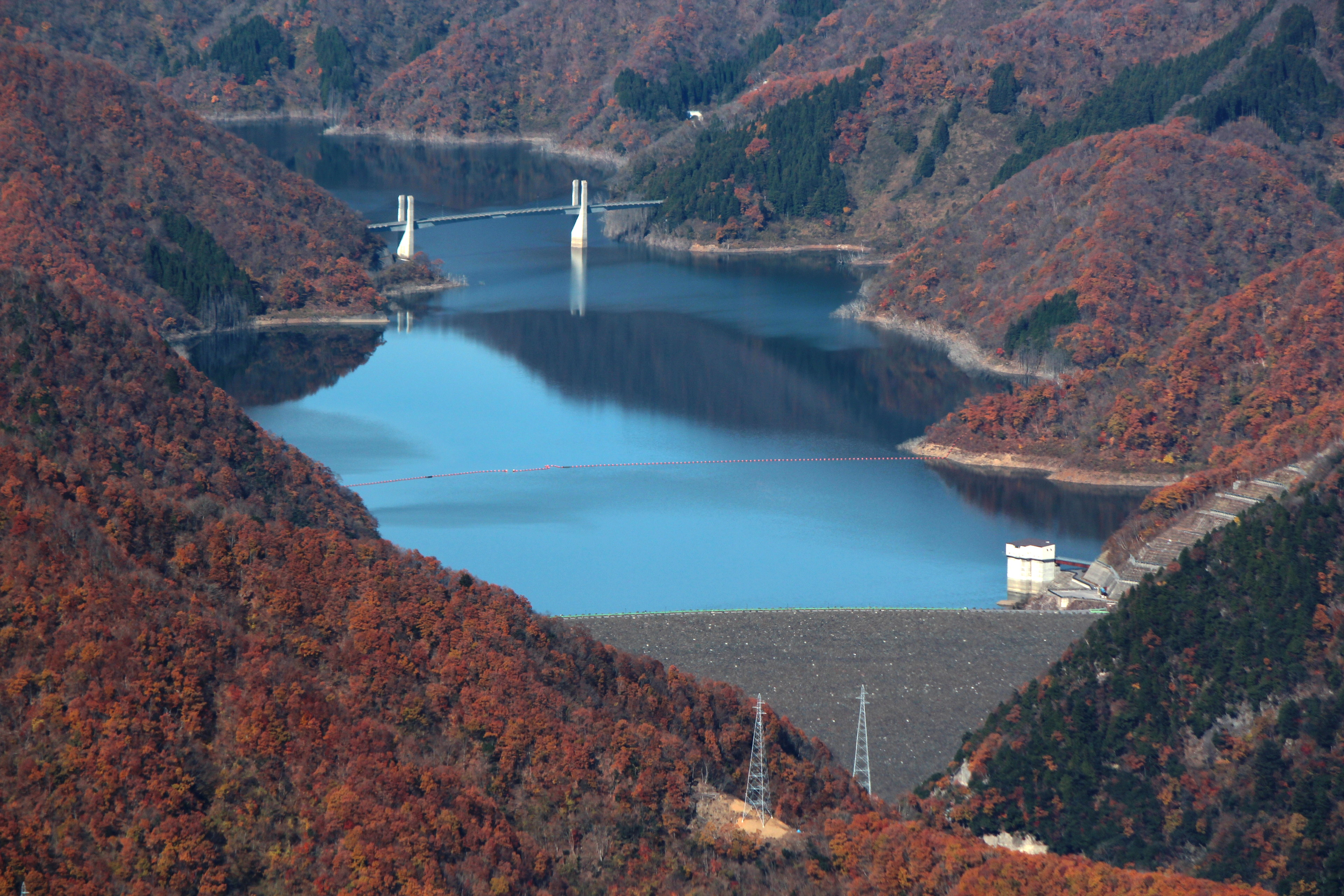
花房山から望む徳山湖と徳之山八徳橋

徳山ダム建設に伴う国道417号付替え橋としては最大の橋である。貯水池を横断する橋であり、急峻な斜面を結ぶ地理的条件などから、支間長220mという長大な橋となった。また、支間長220 mはPCエクストラドーズド橋として世界最長である。
この橋の名称は、ダム湖に沈む徳山村の「八」つの集落（下開田、上開田、徳山、塚、門入、櫨原、戸入、山手）から「徳」があるようにと願って名づけられた。

## アクセス
- 名神高速道路 「大垣IC」より国道258・21号を経て、国道417号を揖斐川町・藤橋方面へ車で約1時間20分

## 表彰
- 平成19年度プレストレストコンクリート技術協会賞（作品部門）